# St. Laurentius (Schonderfeld)

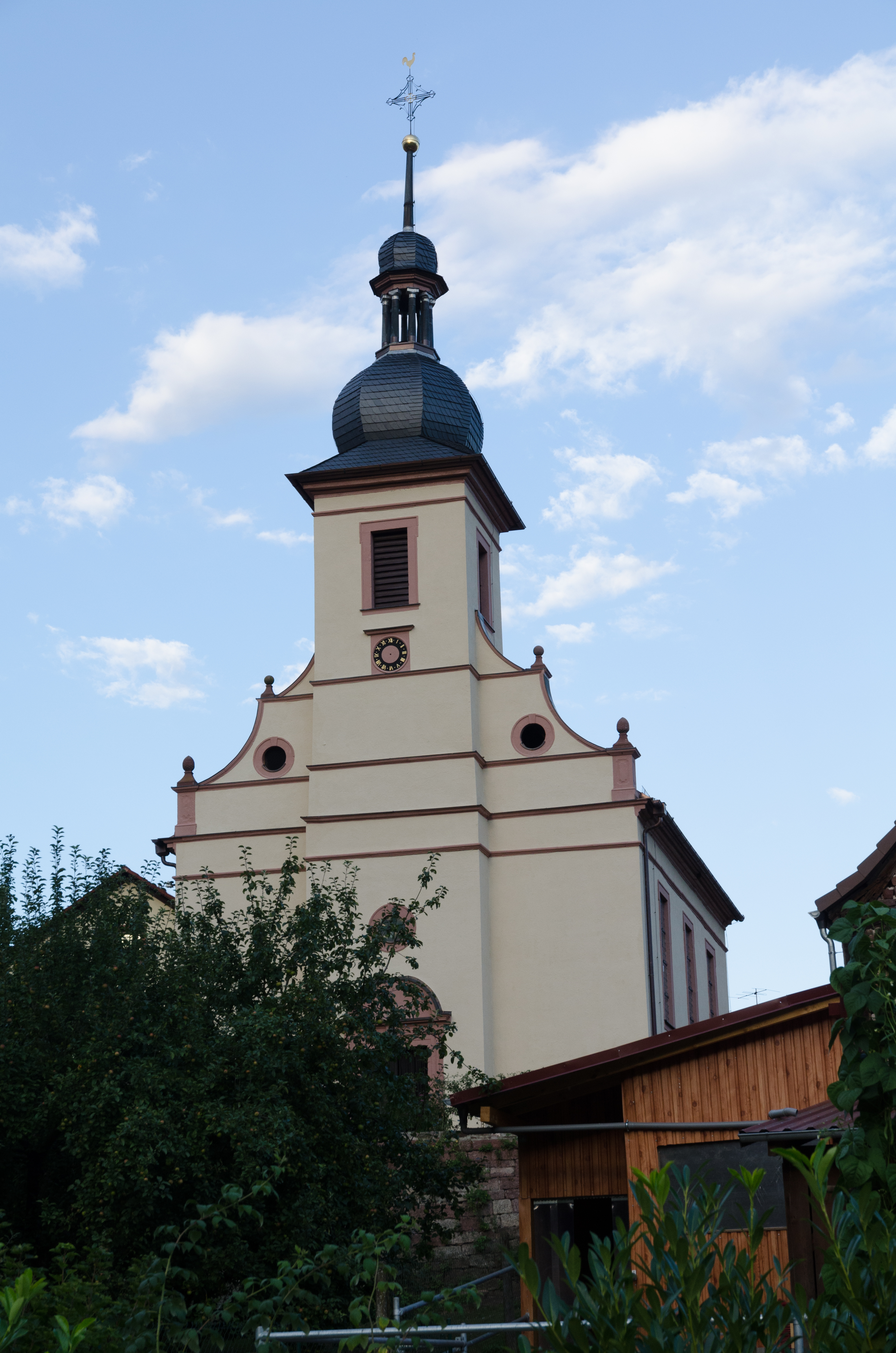
St. Laurentius (Schonderfeld)

Die römisch-katholische Filialkirche St. Laurentius steht in Schonderfeld, einem Gemeindeteil von Gräfendorf im unterfränkischen Landkreis Main-Spessart in Bayern. Das denkmalgeschützte Bauwerk entstand Mitte des 18. Jahrhunderts. Die Filialgemeinde gehört zur Pfarrei Wolfsmünster in der Pfarreiengemeinschaft Sodenberg (Wolfsmünster) im Dekanat Karlstadt des Bistums Würzburg.

## Beschreibung
Die barocke Saalkirche wurde 1749 erbaut. Sie besteht aus einem Langhaus, das mit einem Satteldach bedeckt ist, einem eingezogenen, dreiseitig geschlossene Chor im Osten und einem mit einer schiefergedeckten Welschen Haube bedeckten Fassadenturm im Westen, dessen oberstes Geschoss die Turmuhr und den Glockenstuhl beherbergt. Die Fassade mit dem wenig vorspringenden Fassadenturm ist mit einem Schweifgiebel bedeckt.